# Johannes Brosseder

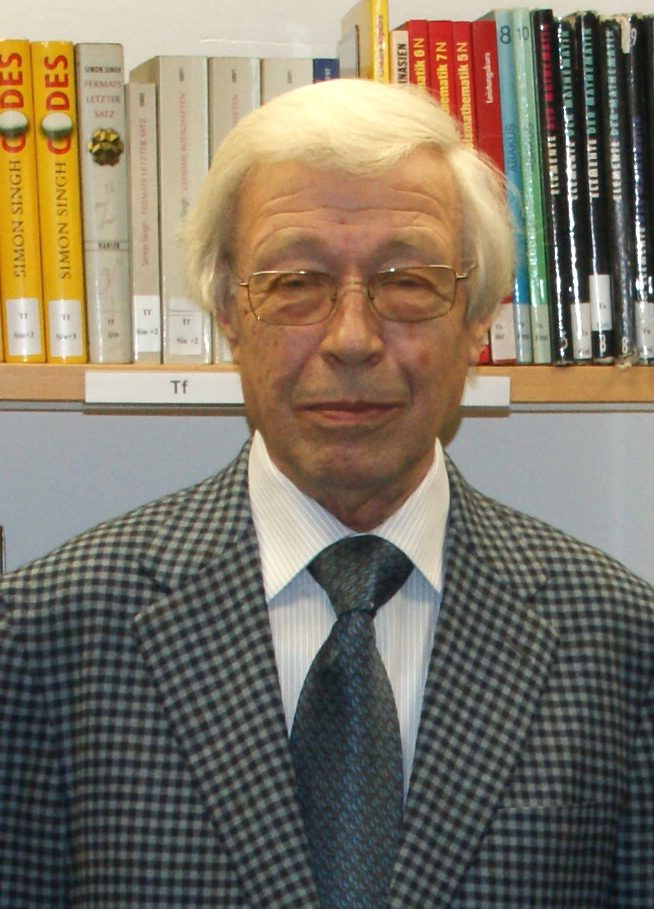
Johannes Brosseder, 2011

Johannes Brosseder (* 10. Dezember 1937 in Leverkusen; † 10. Juni 2014) war ein deutscher römisch-katholischer Theologe.

## Leben
Brosseder war Schüler von Heinrich Fries und lehrte Systematische Theologie am Seminar für Katholische Theologie und Religionspädagogik der Universität zu Köln, vorher in München und an der Pädagogischen Hochschule Rheinland, Abteilung Bonn. Sein besonderer Arbeitsschwerpunkt lag auf Fragen der ökumenischen Theologie. Er war von 1996 bis 2000 Präsident der Europäischen Gesellschaft für ökumenische Forschung Societas Oecumenica, die er 1978 mitgegründet hatte. Von 1975 bis 1992 arbeitete er im Deutschen Ökumenischen Studienausschuss der ACK mit und gehörte zu den Unterzeichnern der Kölner Erklärung von 1989 „Wider die Entmündigung – für eine offene Katholizität“ und des Memorandums „Kirche 2011: Ein notwendiger Aufbruch“.
Johannes Brosseder war verheiratet, hatte zwei Töchter und lebte in Königswinter-Rauschendorf bei Bonn.

## Schriften (Auswahl)
- Ökumenische Theologie. Geschichte, Probleme (= Theologische Fragen heute, Band 10), München 1967.
- Luthers Stellung zu den Juden im Spiegel seiner Interpreten. Interpretation und Rezeption von Luthers Schriften und Äußerungen zum Judentum im 19. und 20. Jahrhundert vor allem im deutschsprachigen Raum (= Beiträge zur ökumenischen Theologie (BÖT), Band 8), München 1972, (Zugleich Hochschulschrift München, Univ., Kath.-Theol. Fak., Diss. 1971).
- (Hrsg.) (aus dem Nachlass), Johann Finsterhölzl (Autor), Heinrich Fries (Geleitwort): Die Kirche in der Theologie Ignaz von Döllingers bis zum ersten Vatikanum (= Studien zur Theologie und Geistesgeschichte des neunzehnten Jahrhunderts, Band 9), Göttingen 1975, (Zugleich Hochschulschrift, München, Univ., Theol. Fak., Diss. 1968/69), ISBN 3-525-87461-8.
- Luther und der Leidensweg der Juden. In: Heinz Kremers (Hrsg.): Die Juden und Martin Luther – Martin Luther und die Juden. Geschichte – Wirkungsgeschichte – Herausforderung. Neukirchen 1983, S. 109–135.
- Rechtfertigung und Kirche. Profil einer zeitgenössischen Theologie (= Katholische Akademie (Hamburg) (Hrsg.), Akademiebibliothek, Band 5), Hamburg 1992, ISBN 3-928750-28-3.
- Reformatorischer Rechtfertigungsglaube und seine Kraft im ökumenischen Gespräch der Gegenwart. Lembeck, Frankfurt am Main 1999.
- Heinrich Fries (1911–1998) – Die Kirche und die Kirchen. In: Hubert Brosseder (Hrsg.): Denker im Glauben. Theologischer Wegbereiter ins 21. Jahrhundert (= Topos-plus-Taschenbücher; 391). Don Bosco-Verlag, München 2001, ISBN 978-3-7867-8391-6, S. 40–60.
- mit Hans-Georg Link: Eucharistische Gastfreundschaft. Ein Plädoyer evangelischer und katholischer Theologen. Verlag: Neukirchener; Auflage: 3, 1. Januar 2003, ISBN 978-3-7975-0058-8.
- Kirchengemeinschaft jetzt! Neukirchener Verlag, Neukirchen-Vluyn 2010.